# شهرداری تساگری
شهرداری تساگری (گرجی: ცაგერის მუნიციპალიტეტი) یکی از شهرداری‌های گرجستان در استان راچا-لچخومی و کومو سوانتی است. مرکز اداری آن تساگری است.

## مردم

### سرشماری‌ها
| سال  | جمعیت |
| ---- | ----- |
| ۱۹۸۹ | ۱۷۱۶۶ |
| ۲۰۰۲ | ۱۶۵۵۸ |
| ۲۰۱۴ | ۱۰۳۸۷ |

### گروه‌های قومی
گرجی‌ها ۹۹.۵ درصد جمعیت را تشکیل می‌دهند. روس‌ها ۰.۲٪ از جمعیت را تشکیل می‌دهند. آذربایجانی‌ها و آبخازی‌ها هر کدام ۰.۱ درصد جمعیت را تشکیل می‌دهند.